# 井家上隆幸
井家上 隆幸（いけがみ たかゆき、1934年1月1日 - 2018年1月15日）は、日本の文芸評論家、コラムニスト。日本推理作家協会会員。

## 略歴
岡山県津山市出身。岡山大学文学部卒。1958年に三一書房に入社し編集者となり、斎藤龍鳳『遊撃の思想』（1965年）、清水一行『小説 兜町』（1966年）、小沢昭一『私は河原乞食・考』（1969年）、竹中労『エライ人を斬る』（1971年）などを担当。
1972年に退社し、創樹社で『なにが粋かよ：斎藤龍鳳の世界』（1972年）を担当。その後、創刊準備中の日刊ゲンダイに編集局次長として入ったが創刊前に退社。再びフリーとなり、書評を中心に執筆活動を行う一方、白川書院に編集者として関わり、竹中労の「日本映画縦断」シリーズ（1974-1976年）、『聞書アラカン一代：鞍馬天狗のおじさんは』（1976年）、マキノ雅弘・稲垣浩編『山上伊太郎のシナリオ』（1976年）、高平哲郎『みんな不良少年だった』（1977年）、夏文彦『映画・挑発と遊撃』（1978年）などを担当。
1983年、発起人の一人として「日本冒険作家クラブ」立ち上げに参加、事務局長をつとめた。また日本エディタースクール講師を務めた。
1992年、日本冒険小説協会賞評論賞（『量書狂読1988～1991』）、2001年、日本推理作家協会賞評論その他の部門（『20世紀冒険小説読本〈日本編・海外編〉』）を受賞。
2018年1月15日、肺炎のため死去。84歳没。
なお、「講演会ドットコム」に井家上のプロフィールとして「1978年、ぴあ株式会社入社、「ぴあ」副編集長、「ぴあムック」編集長等を経て、18年間勤務した同社を96年に退社、 作家専業に」等の情報があるが、これは作家盛田隆二のデータが混入した誤情報である。

## 著書
- 『十勝ワイン共和国 歴史の実験』ベストセラーズ・ワニの本 1977
- 『量書狂読 1988～1991』三一書房 1992
- 『本の話 何でもあり屋』リブリオ出版 1995
- 『またも量書狂読 1992～1994』三一書房 1996
- 『一年で600冊の本を読む法』ひらく 1997
- 『20世紀冒険小説読本 海外篇』早川書房 2000
- 『20世紀冒険小説読本 日本篇』早川書房 2000

## 共著
- 『アイデア盗用の本 柳の下の二匹目を狙え 人の頭脳を金にする』柳田邦夫共著 ベストセラーズ 1972
- 『超激辛爆笑鼎談・「出版」に未来はあるか?―中央公論買収の裏側、三一書房ロックアウトの真相』永江朗・安原顯 編書房 1999
- 『どんと来い!借金地獄―サラ金・ヤミ金・商工ローン・カードローン 多重債務必勝法』全国クレジットサラ金被害者連絡協議会 編／宇都宮健児 ベストセラーズ 2002
- 『教養主義！』山田宏一他共著 フリースタイル 2004
- 『三一新書の時代 出版人に聞く16』論創社 2014 聞き手小田光雄

## 監修
- 『なにが粋かよ 増補版』斎藤龍鳳著 ワイズ出版 1997
- 『あらすじで味わう昭和のベストセラー』廣済堂出版 2004